# سفارة كوريا الجنوبية في السعودية
سفارة كوريا الجنوبية في السعودية هي أرفع تمثيل دبلوماسي لدولة كوريا الجنوبية لدى السعودية. تقع السفارة في وهي تهدف لتعزيز المصالح الكورية جنوبية في السعودية.

## وصلات خارجية
- قائمة سفارات كوريا الجنوبية
- قائمة السفارات في السعودية